# Ampelozizyphus amazonicus
Ampelozizyphus amazonicus là một loài thực vật có hoa trong họ Táo. Loài này được Adolpho Ducke mô tả khoa học đầu tiên năm 1935.

## Phân bố
Loài này được tìm thấy ở vùng nhiệt đới Nam Mỹ; bao gồm miền bắc Brasil, Colombia, Guiana thuộc Pháp, Guyana, Peru, Suriname, Venezuela.